# Enrique Loedel Palumbo
Enrique Loedel Palumbo (Montevideo, 29 de junio de 1901 - La Plata, Argentina, 31 de julio de 1962) fue un físico y profesor universitario uruguayo, radicado en Argentina.

## Biografía
Enrique Loedel Palumbo nació en Montevideo el 29 de junio de 1901, más exactamente en lo que hoy es el barrio de Nuevo París, hijo de Juan Eduardo Loedel y Castro y Emilia Palumbo. Allí realizó la escuela primaria hasta 7º grado, su primera maestra fue su madre Emilia, que era directora de la escuela de Nuevo París. Desde niño se había mostrado curioso y muy interesado por la ciencia y especialmente por la física, por lo que al momento de egresar de secundaria tomó la decisión con su familia de trasladarse a Argentina para estudiar física, dado que dicha carrera universitaria todavía no existía en Uruguay. 
En 1923 se graduó como Profesor en Matemáticas y Física en la Facultad de Humanidades de la Universidad Nacional de La Plata. En 1925 se obtuvo su título de Doctor en Ciencias Físico-Matemáticas (especialidad física) en la Universidad de La Plata, con la tesis "Constantes ópticas y eléctricas de la molécula de sacarosa", bajo la dirección del eminente físico alemán de origen judío Richard Gans, quien en ese momento era el director del Instituto de Física. Un extracto de su tesis en alemán fue publicada en 1926 en Annalen der Physik, una de las más antiguas e importantes revistas científicas de la época.
En mayo de 1925, Albert Einstein visitó Buenos Aires  y mantuvo un breve encuentro con Loedel. Esa conversación inspiraría el primer artículo sobre relatividad escrito en el continente americano, "Forma de la superficie espacio-tiempo de dos dimensiones de un campo gravitacional proveniente de una masa puntiforme",  que sería publicado en español y en alemán en 1926 en la prestigiosa revista de física alemana Physikalische Zeitschrift.
Entre 1928 y 1929 Loedel viajó a Berlín, becado por la Universidad de La Plata, a realizar estudios posdoctorales en física teórica en la Universidad de Berlín con Max Planck y Erwin Schrödinger.
Retornó a la docencia a la Argentina en 1930. Escribió varios artículos y libros en español. Contribuyó a la divulgación y entendimiento de los diagramas de Minkowski de relatividad especial con su "Diagrama espaciotemporal de Loedel" que ha sido citado por varios autores en manuales de la materia. Durante se carrera profesional ejerció como profesor e investigador en diferentes instituciones, enseñó a grandes físicos argentinos tales como José A. Balseiro, Mario Bunge y Ernesto Sábato, dictó conferencias y publicó numerosos artículos y libros, entre los que se destacan Enseñanza de la Física y Física Relativista.

## Vida privada
El 8 de enero de 1925, Enrique se casó con María Angélica Gorlero, a quien había conocido durante su infancia en Montevideo. Tuvieron dos hijos: Alba Loedel Gorlero, nacida en 1928, quien siguió la profesión de su padre, y Eduardo Loedel Gorlero, nacido en 1932.
Era socio del Club de Gimnasia y Esgrima La Plata. Según los registros históricos, era el socio N°2.856 desde el 6 de junio de 1931.

## Diagrama de Loedel

El diagrama de Loedel es un diagrama fijo que muestra dos diagramas móviles con iguales velocidad en direcciones opuestas. Las dos series de paralelas representan eventos simultáneos, cada serie para un diagrama móvil.

Cuando Albert Einstein estuvo en La Plata, Loedel Palumbo le preguntó sobre la existencia de un tipo particular de diagrama de referencia. Loedel Palumbo hipotetizó dos velocidades colineales v y w. ¿Existe un diagrama de referencia en el cual las velocidades se conviertan a una misma rapidez en direcciones opuestas? La respuesta afirmativa fue publicada por Loedel Palumbo en el Physikalische Zeitschrift.

## Homenajes
En el año 2016, la Sociedad Uruguaya de Física lo homenajeó nombrando su congreso nacional "Enrique Loedel Palumbo".

## Obras
- Optische und elektrische Konstanten des Rohrzuckers", Annalen der Physik 384(6):533–49,1926[2]
- "Die Form der Raum--Zeit-Oberfläche eines Gravitationsfeldes, das von einer punkt-förmigen Masse herrürt", Physikalische Zeitschrift XXVII: 645-648, 1926.[5]
- "Forma de la superficie espacio-tiempo de dos dimensiones de un campo gravitacional proveniente de una masa puntiforme", Revista: Contribución al Estudio de las Ciencias Físicas y Matemáticas; Serie Matemático-Física, vol. 4: 79-87, 1926.[4]
- "Ueber die Quantifizierte Rotation der Atome", Physikalische Zeitschrift 31: 926-929, 1930.
- Versos de un Físico. Física y Razón Vital, La Plata, Argentina, 1934.[10]
- Física Elemental, Editorial Estrada, Argentina, 1941.[11]
- Cosmografía (o Elementos de Astronomía), Editorial Estrada, Argentina, 1941.[12]
- Aritmética, Editorial Estrada, Argentina, 1942.[13]
- "Aberración y Relatividad". Anales de la Sociedad Científica Argentina 145: 3–13, 1948.[14]
- Enseñanza de la Física, Editorial Kapelusz, Buenos Aires, Argentina, 1949.[15]
- "El convencionalismo en el problema de las magnitudes físicas", Actas del Primer Congreso Nacional de Filosofía (Mendoza 1949), Universidad Nacional de Cuyo, Buenos Aires 1950, tomo III, págs. 1559-1564. (Sesiones: VIII. Epistemología y filosofía de la naturaleza.)[16]
- Física relativista, Editorial Kapelusz, Buenos Aires, Argentina, 1955.[17]
- "Lógica y Metafísica", conferencia sobre causalidad dictada en el Centro de Estudios Filosóficos de la Universidad de La Plata (fecha no documentada).[18]